# Gouritsmond
Gouritsmond (englisch Gouritzmond) ist ein kleiner Touristenort Südafrikas in der Lokalgemeinde Hessequa, Distrikt  Garden Route, Provinz Western Cape. Er liegt rund 36 Straßenkilometer südöstlich von Albertinia. Gouritsmond befindet sich nur auf der Westseite des Ästuars vom Gouritz River und am Indischen Ozean. Im Jahre 2011 hatte Gouritsmond 515 Einwohner in 206 Haushalten.

## Beschreibung
Die den Ort umgebende Landschaft ist ein Teilabschnitt der Küstenebenen des Kaplandes und von bewachsenen Sanddünen geprägt. Sein Name leitet sich von der Mündung des hier in den Ozean fließenden Gouritz River ab.
Als offiziell-administrative Ortschaft ist Gouritsmond eine junge Ansiedlung, obwohl hier seit 1730 europäische Einwanderer in der Umgebung Landwirtschaft betrieben. Dabei war das heutige Siedlungsareal ein Fischereiplatz und wurde deshalb als The Fisheries bezeichnet. Gouritsmond erhielt 1915 den Status einer Stadt und wechselte zwischen 1915 und 1966 seinen Namen in Gouritzriviermond und schließlich zur aktuellen Fassung.

## Sehenswürdigkeiten
In Gouritsmond bilden die Tourismusangebote eine wesentliche wirtschaftliche Basis für die Einwohner. Der Ort liegt an einem Meeresstrand und einer großen Sandbank (Barre) im Mündungsbereich des Flusses. Zu den typischen Aktivitäten zählen hier das Fischen im Meeresbereich, Surfen und die Tierbeobachtung. Es gibt vier ausgewiesene Wanderrouten unterschiedlicher Länge.
Der Gouritsmond Conservation Trust, eine regionale Gruppe von Naturschützern, bietet mit Unterstützung der Lokalgemeinde Informationen über die sensiblen Pflanzengemeinschaften des Fynbos-Bioms. Dazu gibt es Informationen bei den Wanderwegen.

## Verkehr
Auf dem Landweg ist der Ort über die 26 Kilometer lange Regionalstraße R325 erreichbar, die zwischen Albertinia und Mossel Bay von der Nationalstraße N2 abzweigt. Eine Brücke über den Gouritz River schafft eine Landstraßenverbindung nach Mossel Bay. Ursprünglich war der Ort nur über eine Schotterstraße mit insgesamt 25 Toren auf der Strecke erreichbar. Im Jahre 1938 wurde eine asphaltierte Straße gebaut, die seither zur schnellen Erreichbarkeit beiträgt.